# هولبتون
هولبتون (به انگلیسی: Holbeton) یک روستا، شهرک و محله مدنی در بریتانیا است که در South Hams واقع شده‌است. هولبتون ۶۱۹ نفر جمعیت دارد.